# Valle Verde (Arizona)

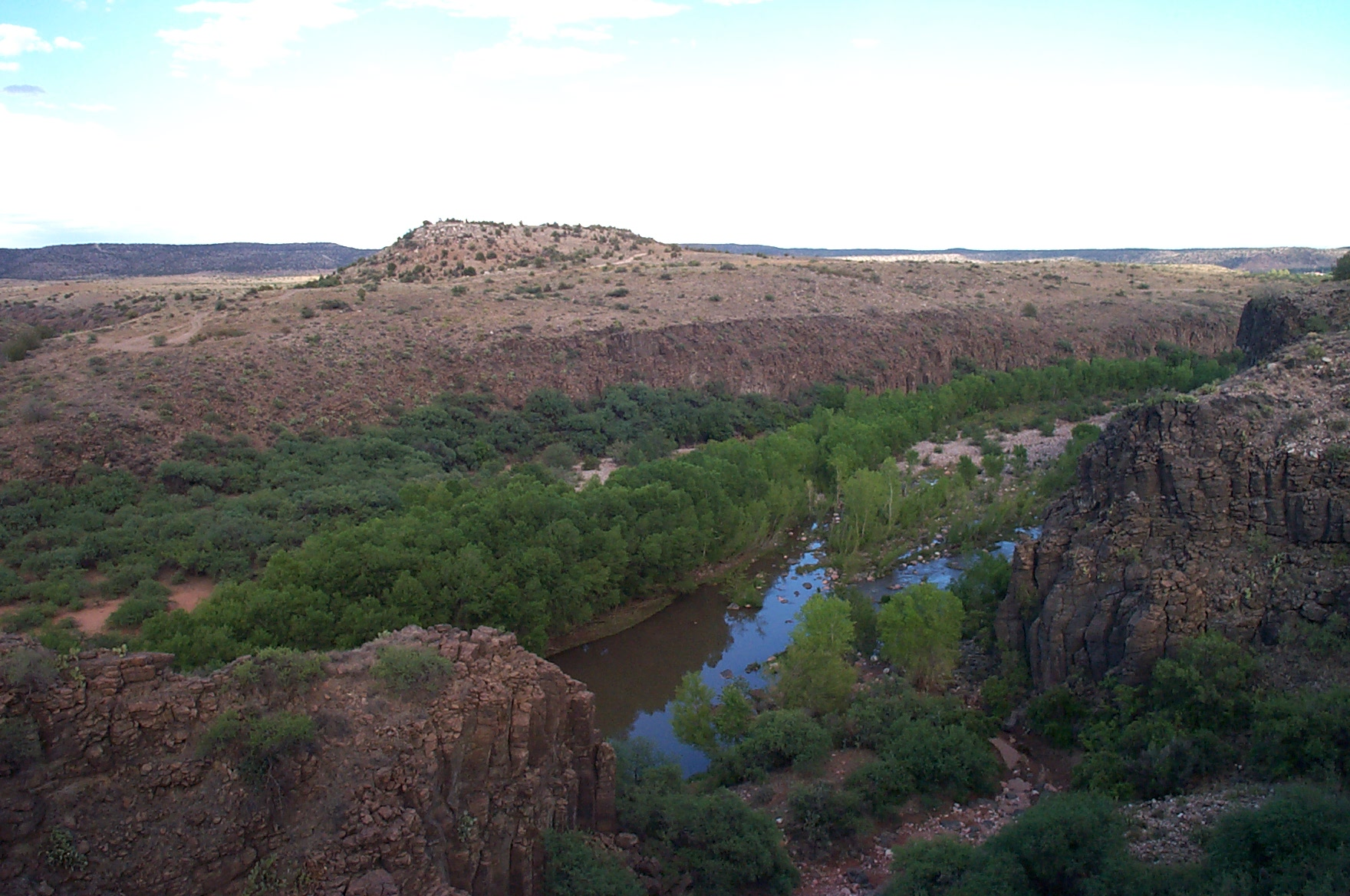
Valle Verde, Arizona, Estados Unidos.

El Valle Verde (yavapai: Matkʼamvaha) es un valle en la zona central del estado estadounidense de Arizona, a unas 100 millas al norte del área metropolitana de Phoenix. Tiene una extensión de alrededor de 714 millas cuadradas. 
El río Verde atraviesa el valle de noroeste a sureste y se ve incrementado por los flujos del cañón Sycamore, Oak Creek, Beaver Creek y West Clear Creek.
La ciudad de Cottonwood se encuentra adyacente al río Verde a altitudes que van desde los 3,300 pies hasta los 3,900 pies sobre el nivel del mar y experimenta un clima templado.

## Pueblos que se encuentran en el valle
- Camp Verde
- Clarkdale
- Cornville
- Cottonwood
- Jerome
- Lake Montezuma
- Sedona